# Gare de la rue York
La gare de la rue York à Fredericton, au Nouveau-Brunswick, est une gare patrimoniale. Il n'y a plus de services de passagers depuis 1962. La gare appartient maintenant au Chemin de fer du sud du Nouveau-Brunswick.